# Pupanje (medicina)
Pupanje -jedan od oblika izlaženja viroidnih čestica iz stanice, prilikom čega se sama stanica ne raspada.
Virus pupanjem napušta stanicu umotan u komadić njezine membrane. Ako imunosni sustav ne prepozna stanicu koja izbacuje viruse, takva stanica pupanjem može godinama izbacivati viruse, kao što je to slučaj kod ljudi koji su "nositelji" hepatitisa.